# Douglas Hamilton
Douglas Hamilton (Toronto, 19 de agosto de 1958) es un deportista canadiense que compitió en remo.
Participó en dos Juegos Olímpicos de Verano en los años 1984 y 1988, obteniendo una medalla de bronce en Los Ángeles 1984 en la prueba de cuatro scull. Ganó tres medallas en el Campeonato Mundial de Remo entre los años 1985 y 1987.

## Palmarés internacional
| Juegos Olímpicos   | Juegos Olímpicos             | Juegos Olímpicos  | Juegos Olímpicos |
| Año                | Lugar                        | Medalla           | Prueba           |
| ------------------ | ---------------------------- | ----------------- | ---------------- |
| 1984               | Los Ángeles (Estados Unidos) | Medalla de bronce | Cuatro scull     |
| Campeonato Mundial |                              |                   |                  |
| Año                | Lugar                        | Medalla           | Prueba           |
| 1985               | Malinas (Bélgica)            | Medalla de oro    | Cuatro scull     |
| 1986               | Nottingham (Reino Unido)     | Medalla de bronce | Cuatro scull     |
| 1987               | Copenhague (Dinamarca)       | Medalla de bronce | Cuatro scull     |